# Saint Mary Peak
Der Saint Mary Peak ist ein 2850 Meter hoher Berggipfel im Ravalli County, Montana, in den Vereinigten Staaten.

## Beschreibung
Der Saint Mary Peak befindet sich in der Bitterrootkette, die Teil der Rocky Mountains ist. Er befindet sich knapp 13 Kilometer westlich von Stevensville in der Selway-Bitterroot Wilderness auf dem vom Bitterroot National Forest verwalteten Land. Der Gipfel liegt fünf Meilen östlich der Grenze zwischen Idaho und Montana. Das Niederschlagswasser des Berges fließt in die Nebenflüsse des Bitterroot Rivers. Das topografische Relief ist beachtlich, denn der Gipfel erhebt sich auf einer Strecke von etwa fünf Kilometern über 1500 Meter über den Big Creek. Ein beliebter etwa 5,5 Kilometer langer Wanderweg führt zu einem Feuerwachturm auf dem Gipfel. Der Aussichtsturm wurde ursprünglich 1931 gebaut und 1953 rekonstruiert. 2018 wurde er in das National Register of Historic Places aufgenommen. Der Name dieser Landform wurde vom United States Board on Geographic Names offiziell vergeben.

## Klima
Basierend auf der Köppen-Geiger-Klassifikation hat der Saint Mary Peak ein subarktisches Klima, die durch lange, meist sehr kalte Winter und milde Sommer gekennzeichnet ist. Die Wintertemperaturen können unter −20 °C mit Windchill-Faktoren unter −30 °C fallen.

## Galerie

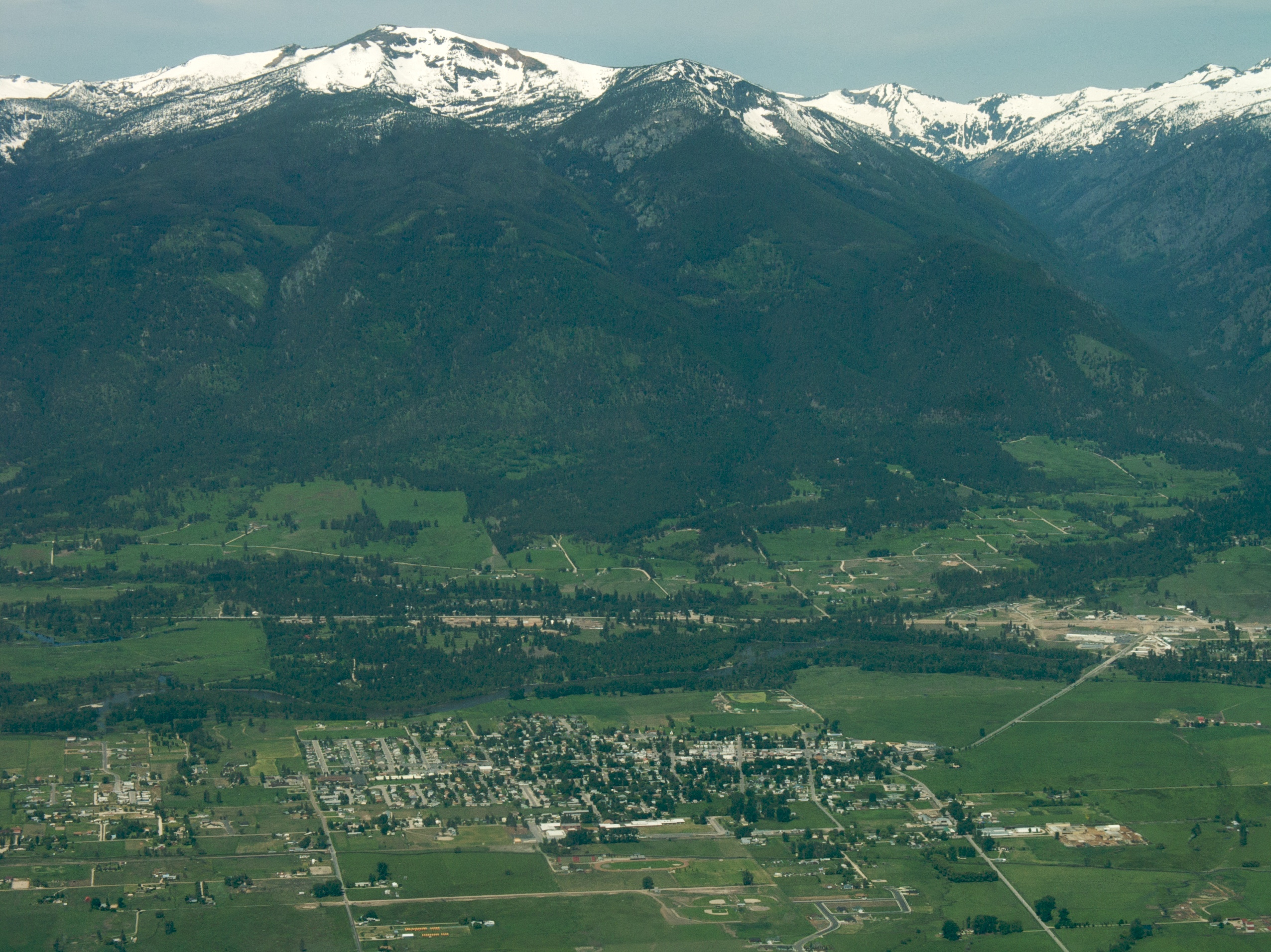
Der Saint Mary Peak erhebt sich über Stevensville, Montana
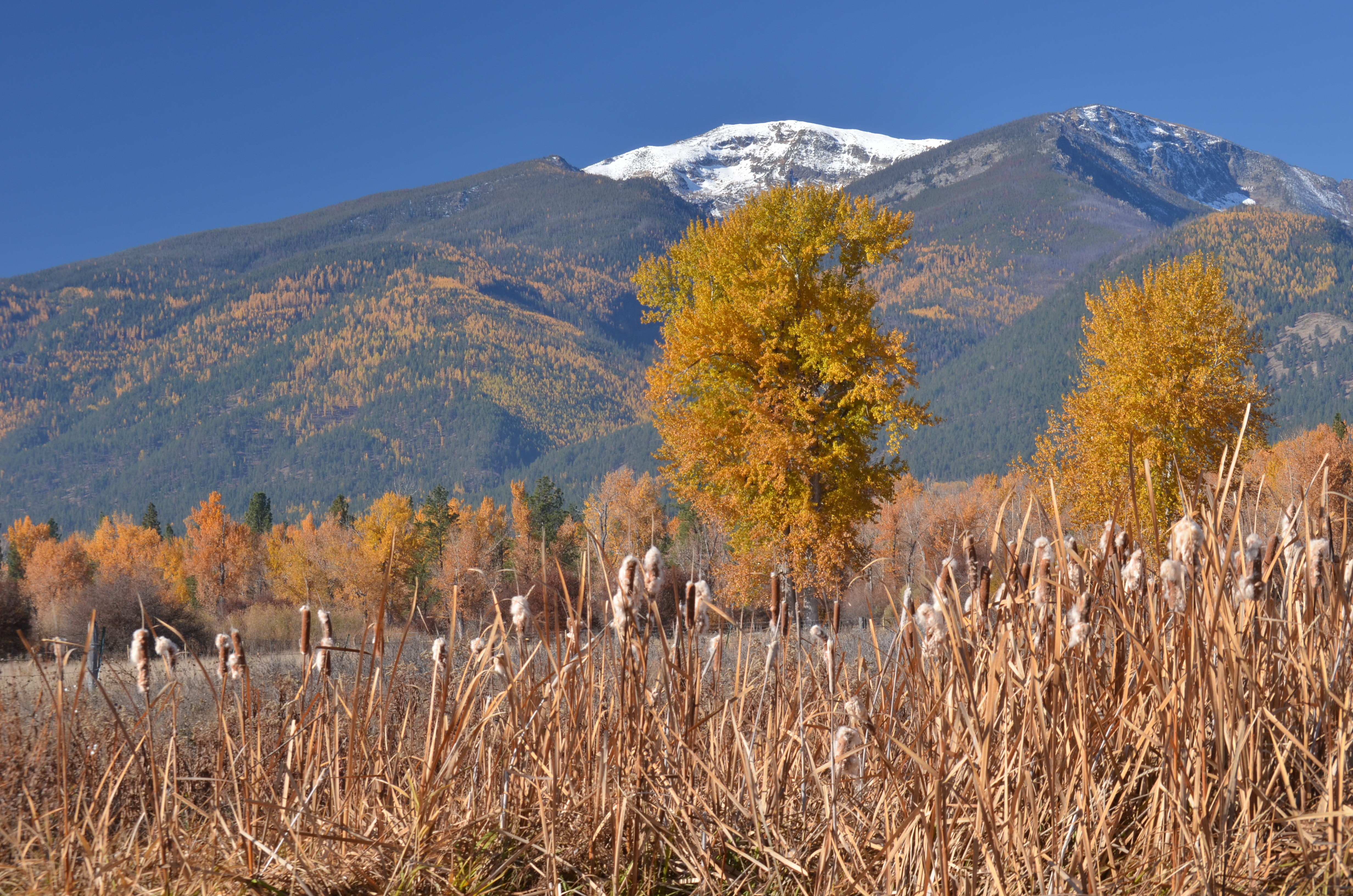
Saint Mary Peak
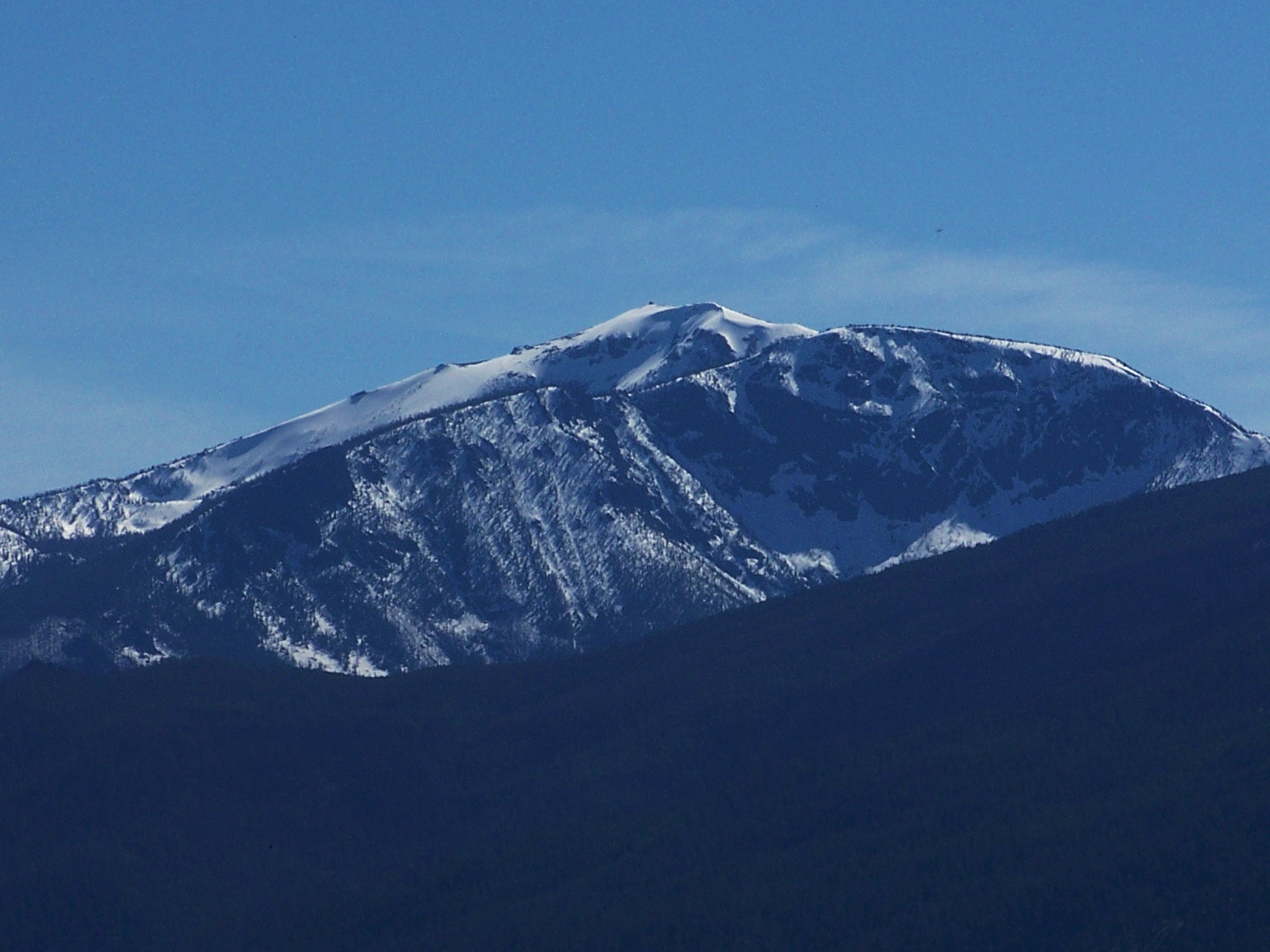
Saint Mary Peak
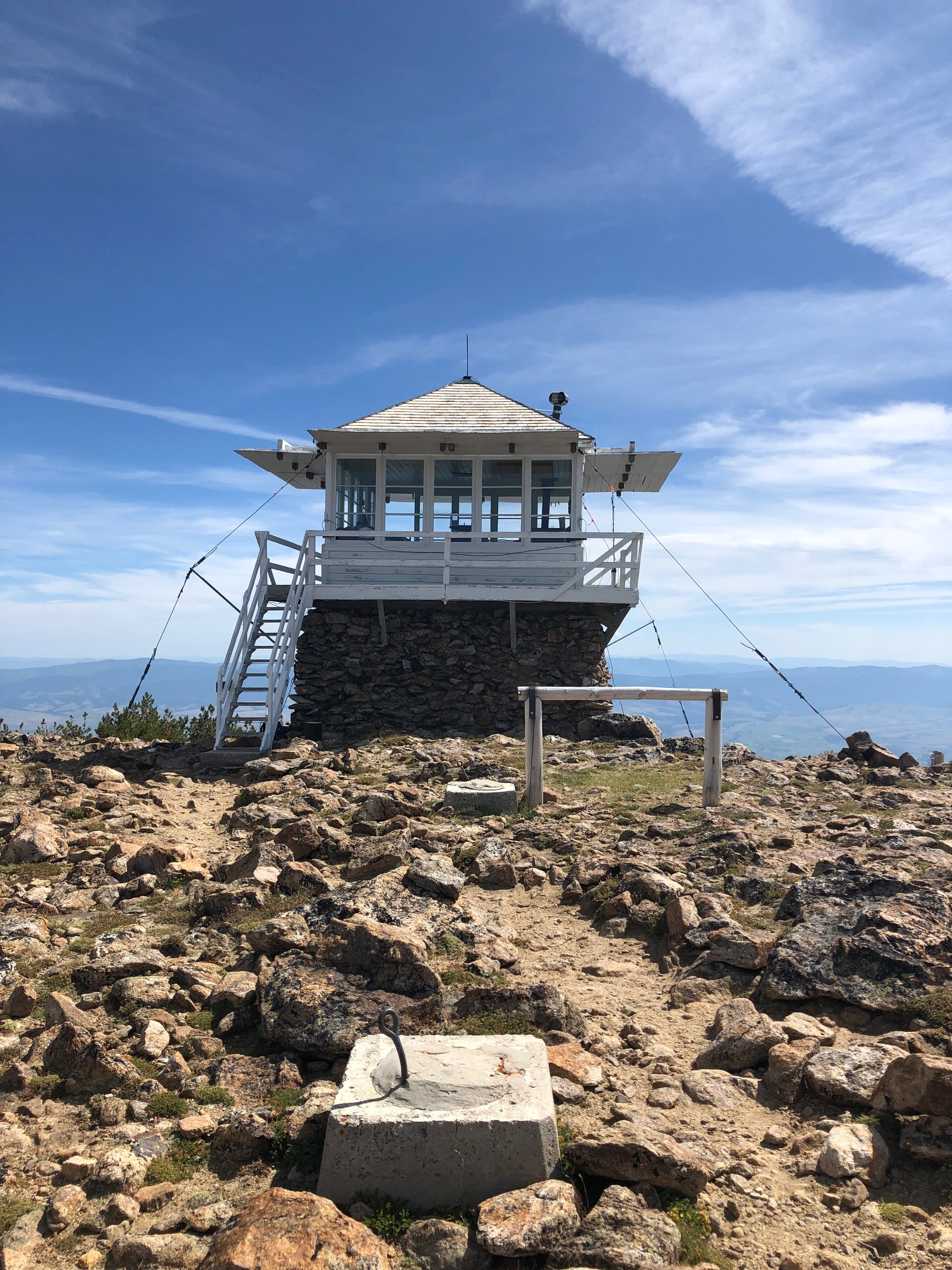
Saint Mary Peak: Feuerwachturm
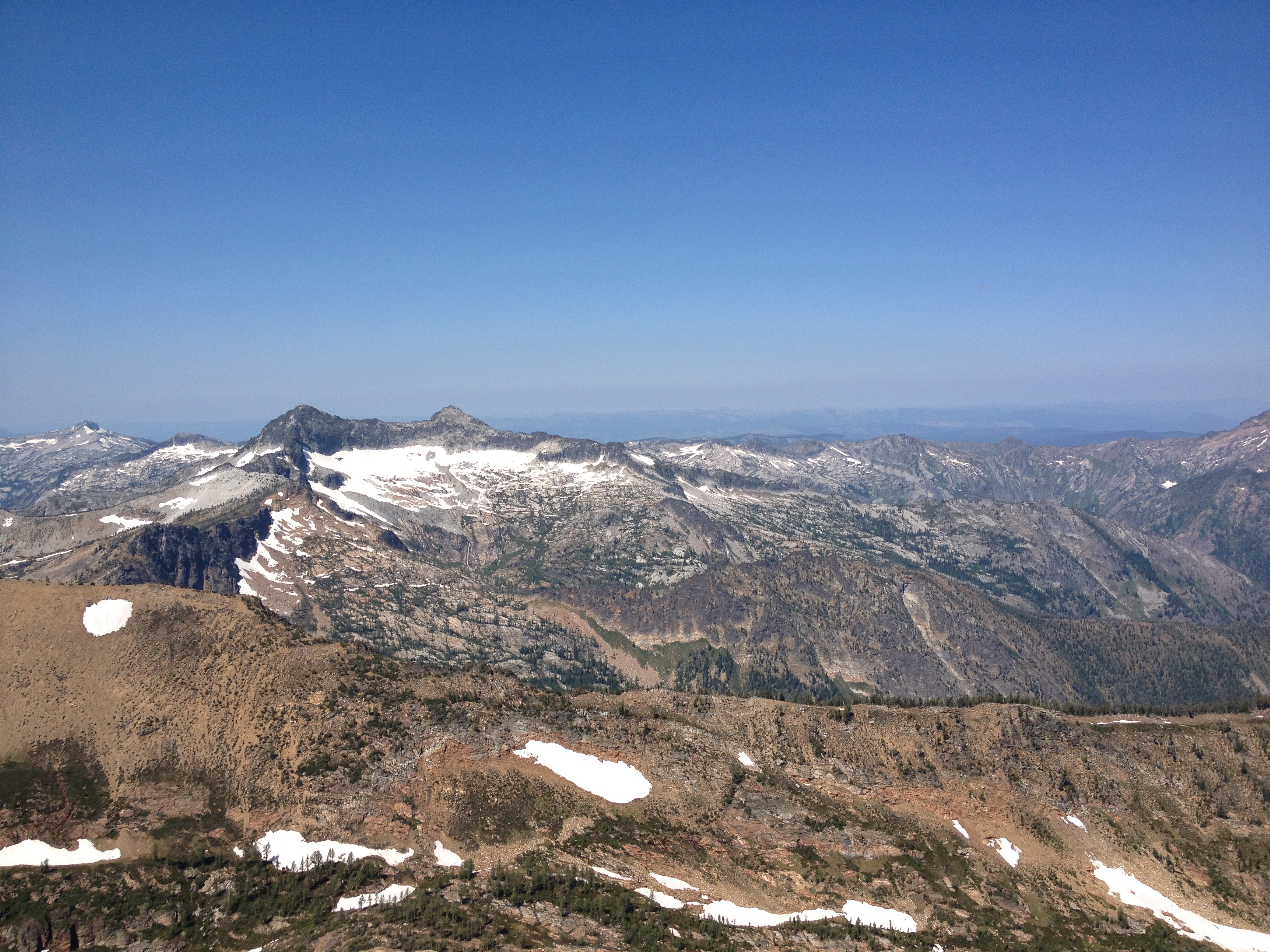
Blick vom Gipfel in westlicher Richtung zu den Heavenly Twins
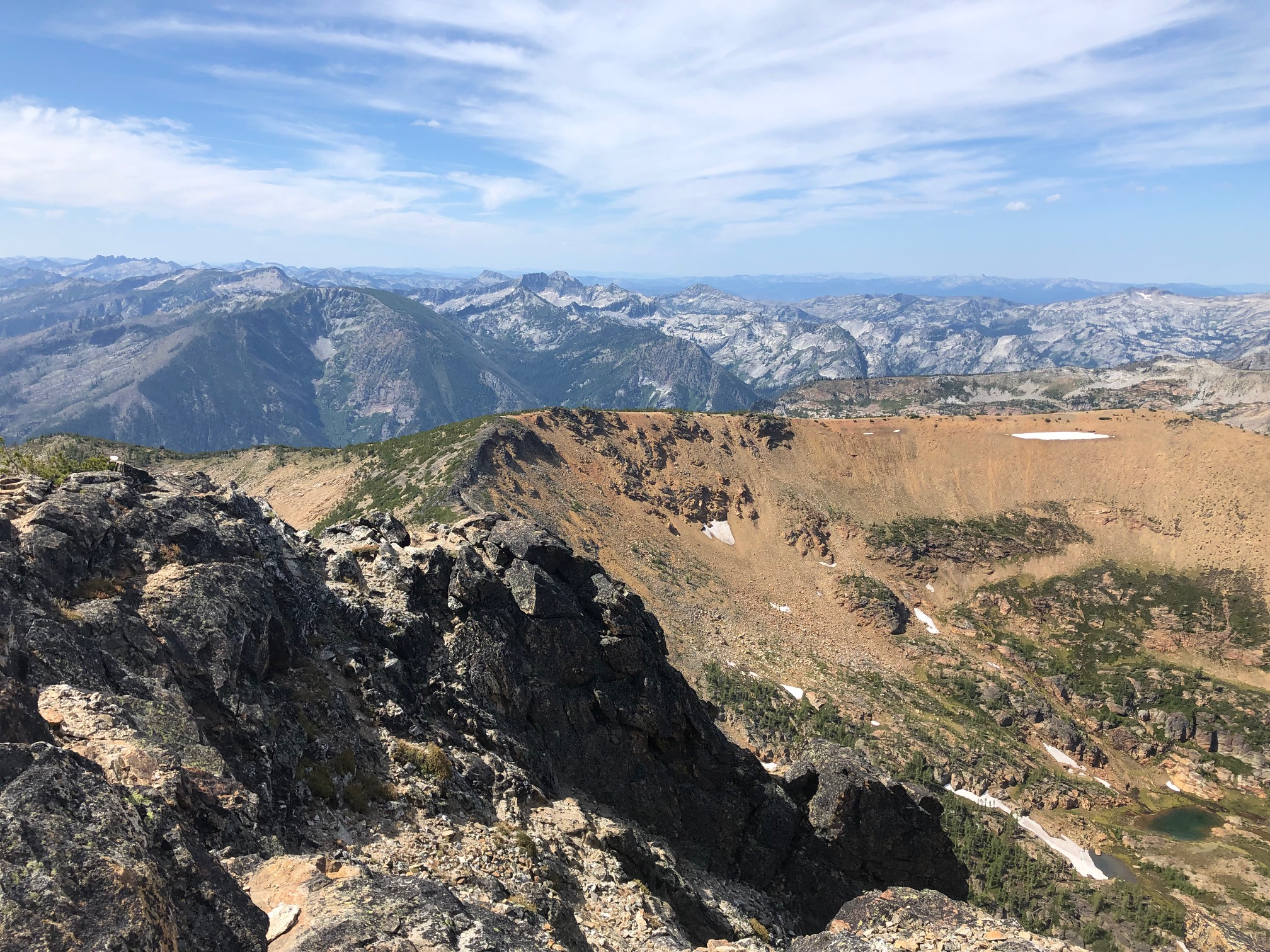
Gipfelblick